# Ommatius coeraebus
Ommatius coeraebus är en tvåvingeart som beskrevs av Walker 1849. Ommatius coeraebus ingår i släktet Ommatius och familjen rovflugor. Inga underarter finns listade i Catalogue of Life.